# Winthemia mediocris
Winthemia mediocris là một loài ruồi trong họ Tachinidae.